# Tontitown
Tontitown è una città della contea di Washington, Arkansas, Stati Uniti. La comunità è situata sulle Ozark Mountains e venne fondata da coloni italiani nel 1898. Conosciuta per le sue uve e i suoi vini, Tontitown ha ospitato il Tontitown Grape Festival ininterrottamente dal 1898. Parte dell'area metropolitana dell'Arkansas nord-occidentale, funge da comunità dormitorio per le vicine grandi città di Fayetteville e Springdale. La città ha registrato una crescita del 160% della popolazione tra i censimenti del 2000 e del 2010.

## Geografia fisica
Secondo lo United States Census Bureau, ha un'area totale di 18,25 mi² (47,27 km²).

## Storia
Guidati dal prete cattolico Pietro Bandini, che alla fine divenne sindaco della città, i coloni italiani che lavoravano alla Lakeport Plantation nel delta dell'Arkansas si spostarono a nord-ovest dell'Arkansas e trovarono il clima e il terreno simili alla loro natia Italia settentrionale. Tontitown fu fondata nel 1898 ed è intitolata all'esploratore italiano Henri de Tonti. Fu incorporata come città nel 1909.

## Società

### Evoluzione demografica
Secondo il censimento del 2010, la popolazione era di 2.460 abitanti.

### Etnie e minoranze straniere
Secondo il censimento del 2010, la composizione etnica della città era formata dal 92,9% di bianchi, lo 0,3% di afroamericani, lo 0,5% di nativi americani, lo 0,6% di asiatici, lo 0,0% di oceanici, il 3,2% di altre razze, e il 2,4% di due o più etnie. Ispanici o latinos di qualunque razza erano il 5,7% della popolazione.